# Arco (foire d'art)

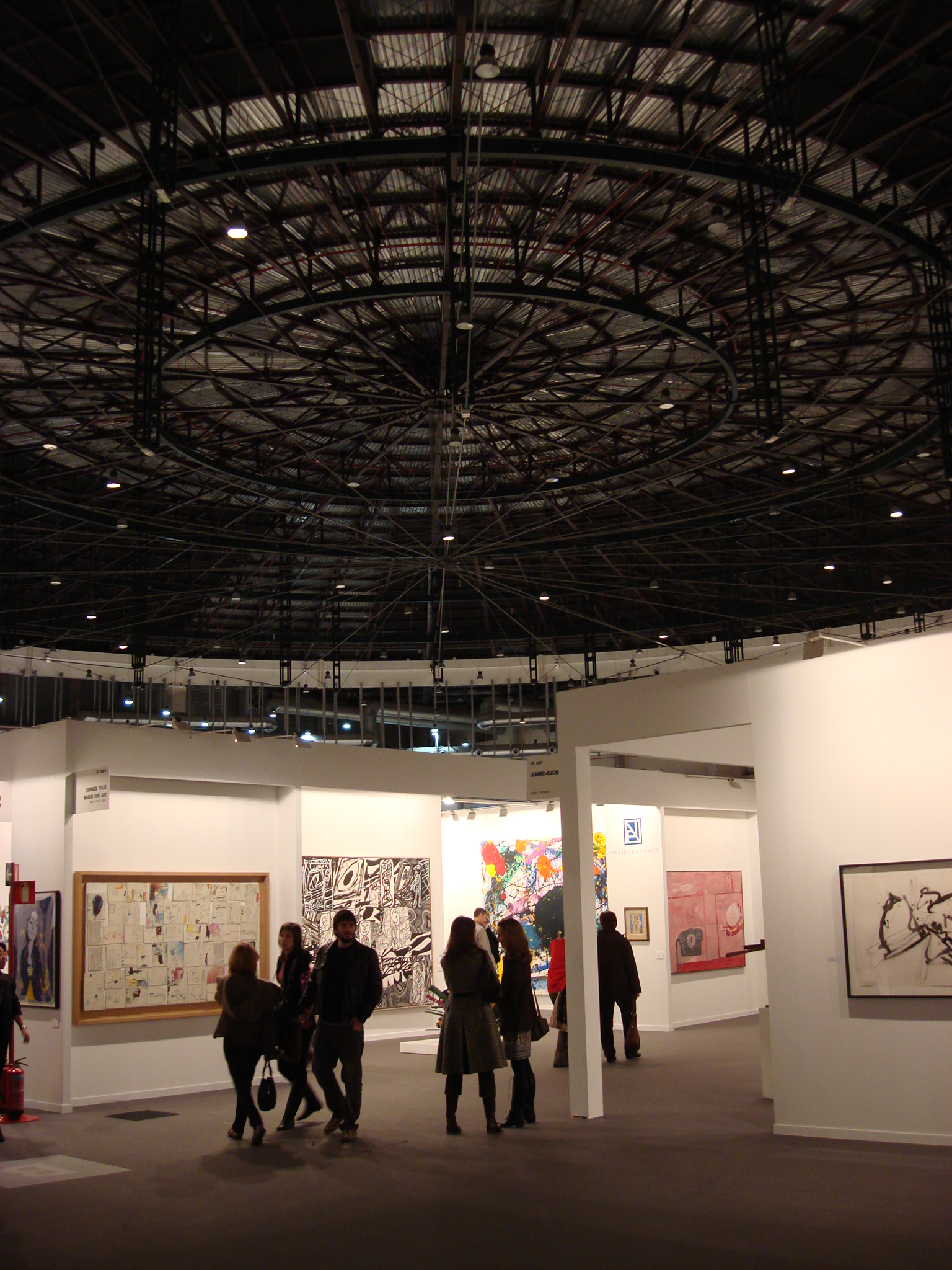
Image de l'ARCO en 2008

Pour les articles homonymes, voir Arco.
L'ARCO, ou foire internationale d'art contemporain de Madrid, est l'une des principales foires d'art contemporain en Espagne. Cette manifestation artistique est aussi considérée comme un lieu privilégié d'exposition de l'art contemporain d'Amérique latine. Elle existe depuis 1982. Elle est organisée par l'IFEMA (acronyme de Institución Ferial de Madrid), et se tient chaque année en février dans la capitale espagnole. Elle est inaugurée généralement par la Reine et le Roi d'Espagne.

## Historique

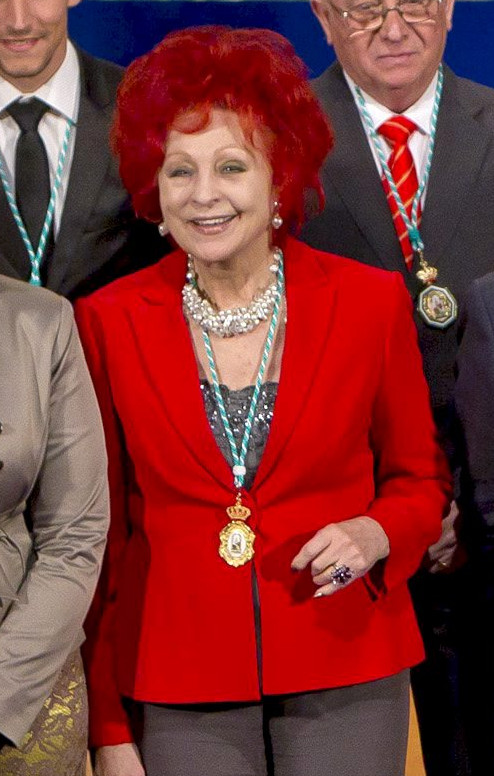
Juana de Aizpuru en 2011

L'ARCO est née comme une exposition réunissant des galeries internationales, avec l'intention de présenter une offre artistique allant de l'avant-garde historique à l'art émergent le plus récent, en passant par l'art moderne et l'art contemporain. La première édition a eu lieu du 10 au 17 février 1982. Les années 1980 constituent aussi une décennie où l'Espagne affirme une volonté d'ouverture et de pluralisme : la transition démocratique qui a suivi la fin du régime franquiste, a commencé en décembre 1975, et dès janvier 1986, l'Espagne intègre la Communauté économique européenne,.
Au total, 264 artistes de 14 pays se sont réunis à Madrid en 1982, convoqués par la galeriste de Valladolid Juana de Aizpuru, qui a dirigé l'événement au cours de ses quatre premières éditions jusqu'à ce qu'il devienne l'un des grands rendez-vous annuels de l'art européen et latino-américain. Elle s'est tenue en 1982 au palais d'exposition de l'IFEMA (Palacio de Exposiciones de Institución Ferial de Madrid), situé à l'époque sur la Paseo de la Castellana,  décoré pour l'occasion avec une œuvre de Piet Mondrian. La galeriste Juana d'Aizpuru, qui a donc fondé cette foire, la dirige de 1982 à 1986, pour ses quatre premières éditions,. Rosina Gómez Baeza (es) lui succède ensuite.
Cette manifestation d'art internationale est généralement inaugurée par la Reine et le Roi d'Espagne, et le ou la ministre de la Culture espagnole.
Cette manifestation comprend depuis l'origine une forte présence d'œuvres d'artistes d'Amérique latine,,,. Des polémiques diverses ont souvent émaillées les éditions successives, provoquées par exemple par un thème retenu par un artiste, l'exclusion de telle ou telle galerie, ou bien encore, par exemple, l'antagonisme dans les objectifs de la manifestations entre le salon artistique et la manifestation commerciale (comme pour les autres foires d'art contemporain dans le monde d'ailleurs).